# خوتینیوس
خوتینیوس (به چکی: Chotiněves) یک منطقهٔ مسکونی در جمهوری چک است که در ناحیه لیتومیریتسه واقع شده‌است. خوتینیوس ۷٫۰۴ کیلومتر مربع مساحت و ۲۰۳ نفر جمعیت دارد و ۲۷۵ متر بالاتر از سطح دریا واقع شده‌است.